# Burmesiska inbördeskriget
Burmesiska inbördeskriget, som har pågått sedan strax efter landet 1948 blev självständigt från Storbritannien, kallas ofta världens längsta.
Kriget utkämpas i norra Burma (officiellt namn Myanmar) mellan kachinerna och centralregeringen. Vapenvila rådde i två decennier, men blossade upp på nytt sedan den civila regeringen tog över efter militärjuntan 2011.